# 长叶乌口树
长叶乌口树（学名：Tarenna wangii）为茜草科乌口树属下的一个种。